# 泡の湯温泉
泡の湯温泉（あわのゆおんせん）は、山形県西置賜郡小国町にある温泉。

## 泉質
- 含炭酸鉄芒硝食塩壱泉、含鉄炭酸石膏食塩泉 (泡の立つ温泉)
  - 源泉温度38℃

## 温泉街
日本秘湯を守る会会員の一軒宿、三好荘があったが、2019年12月末に廃業した。飯豊山登山口の長者原の近くでもある。

## アクセス
- 公共交通：米坂線小国駅より小国町営バスまたはタクシー。
- 車:国道113号小国町より車で30分。